# Macroglossum imperator
Macroglossum imperator är en fjärilsart som beskrevs av Butler 1875. Macroglossum imperator ingår i släktet Macroglossum och familjen svärmare. Inga underarter finns listade i Catalogue of Life.